# قطعنامه ۱۹۳۴ شورای امنیت
قطعنامه ۱۹۳۴ شورای امنیت سازمان ملل متحد که در تاریخ ۳۰ ژوئن ۲۰۱۰ تصویب شد، سندی بین‌المللی دربارهٔ بررسی وضعیت خاورمیانه است. این قطعنامه طی نشست ۶۳۵۲ام با ۱۵ رای موافق، ۰ مخالف و ۰ ممتنع تصویب شد.